# Valenciennea wardii
Valenciennea wardii és una espècie de peix de la família dels gòbids i de l'ordre dels perciformes.

## Morfologia
- Els mascles poden assolir 15 cm de longitud total.[4][5]

## Hàbitat
És un peix marí, de clima tropical (22 °C-27 °C) i associat als esculls de corall que viu entre 5-20 m de fondària.

## Distribució geogràfica
Es troba a Austràlia, la Xina, Indonèsia, el Japó, les Maldives, Nova Caledònia, Papua Nova Guinea, les Filipines, les Seychelles, el Sudan, Taiwan, Tanzània, Tailàndia i el Vietnam.

## Observacions
És inofensiu per als humans.